# Dance, Dance, Dance (Yowsah, Yowsah, Yowsah)
A Dance, Dance, Dance (Yowsah, Yowsah, Yowsah) című dal az amerikai Chic nevű R&B - diszkó csapat debütáló dala, mely az amerikai slágerlistán a 6. helyig jutott. A csapatnak abban az időben Luther Vandross, mint háttér énekes dolgozott. Az album a Chic című debütáló albumon kapott helyet.
A címben szereplő  "yowsah, yowsah, yowsah", ami a dal közepén hallható, eredetileg az amerikai jazz-hegedűs és rádiós személyiség, Ben Bernie-től ered, aki az 1920-as években tette népszerűvé a kifejezést.

## Megjelenések
12"  US Atlantic – DK 4600, ATCO Records – DK 4600 
- A	Dance, Dance, Dance (Yowsah, Yowsah, Yowsah) 8:21
- B	Sao Paulo	4:45

## Slágerlista

### Heti összesítések
| Slágerlista (1977–78)                        | Legjobb helyezés |
| -------------------------------------------- | ---------------- |
| Ausztrália (Kent Music Report)               | 28               |
| Kanada Canada Top Singles (RPM)              | 6                |
| Németország (GfK)                            | 40               |
| Egyesült Királyság (Official Charts Company) | 6                |
| US Billboard Hot 100                         | 6                |
| US Hot R&B/Hip-Hop Songs (Billboard)         | 6                |
| US Dance Club Songs (Billboard)              | 1                |

## Külső hivatkozások
- Hallgasd meg a dalt a YouTubeon [3]